# Michael Köhler (Rennrodler)

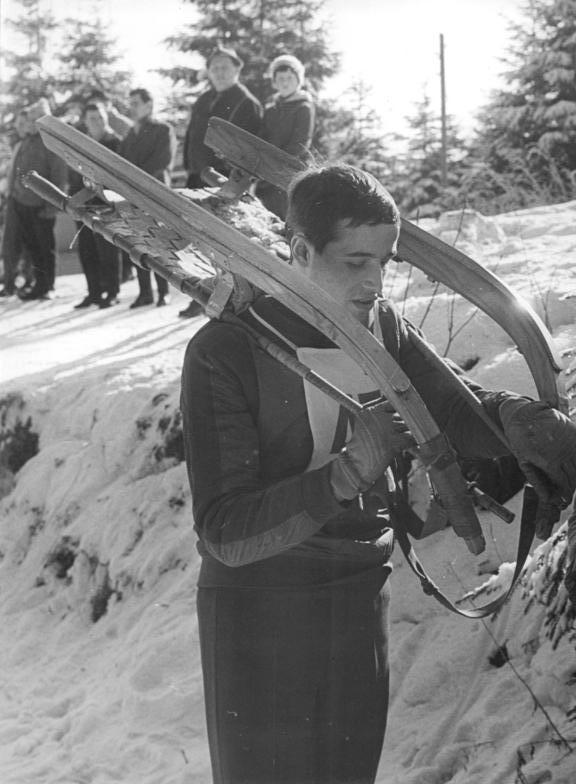
Köhler bei den DDR-Meisterschaften 1964 auf der Spießbergbahn Friedrichroda

Michael Köhler (* 26. Februar 1944 in Zwickau) ist ein früherer deutscher Rennrodler.
Michael Köhler ist der jüngere Bruder des Rennrodel-Olympiasiegers Thomas Köhler und startete wie dieser für SC Traktor Oberwiesenthal. 1965 gewann er mit Wolfgang Scheidel den Titel im Doppelsitzer bei den Rennrodel-Weltmeisterschaften in Davos. 1969 wurde er mit Klaus-Michael Bonsack Weltmeisterschaftsdritter, ein Jahr später holte er an der Seite Bonsacks hinter dem österreichischen Doppel Manfred Schmid und Ewald Walch den Vizeweltmeistertitel.
National war er seit der ersten Hälfte der 1960er Jahre erfolgreich. 1963 wurde Köhler in Oberbärenburg Vizemeister hinter seinem Bruder. Ein Jahr später gewann er auf der Spießbergbahn in Friedrichroda den Titel vor seinem späteren Doppelpartner Bonsack. Im Doppelsitzer gewann er mit Scheidel 1964 und 1965 die Bronzemedaille. 1969 war er mit Bonsack Vizemeister hinter Horst Hörnlein und Reinhard Bredow. Ein Jahr später gewannen beide den Titel.
In der 5. Wahlperiode (1967–1971) vertrat er die FDJ in der Volkskammer der DDR.